# Apeadero de Coimbrões
El Apeadero de Coimbrões es una estación de la línea del Norte de la CP, situado en el PK 330,9.

## Características

### Localización y accesos
Se encuentra junto a la localidad de Coimbrões, teniendo acceso de transporte por la calle de la Estación.

### Servicios
Esta plataforma es utilizada por los servicios urbanos de la línea del norte, de la red de convoyes urbanos de Oporto de la operadora Comboios de Portugal.